# Oscar Gregorovius
Oscar Hugo Gregorovius (* 19. Dezember 1845 in Frankfurt (Oder); † 2. August 1913 in Karlshorst) war ein deutscher Baumeister, Stadtplaner und Kommunalpolitiker.

## Leben und Werke

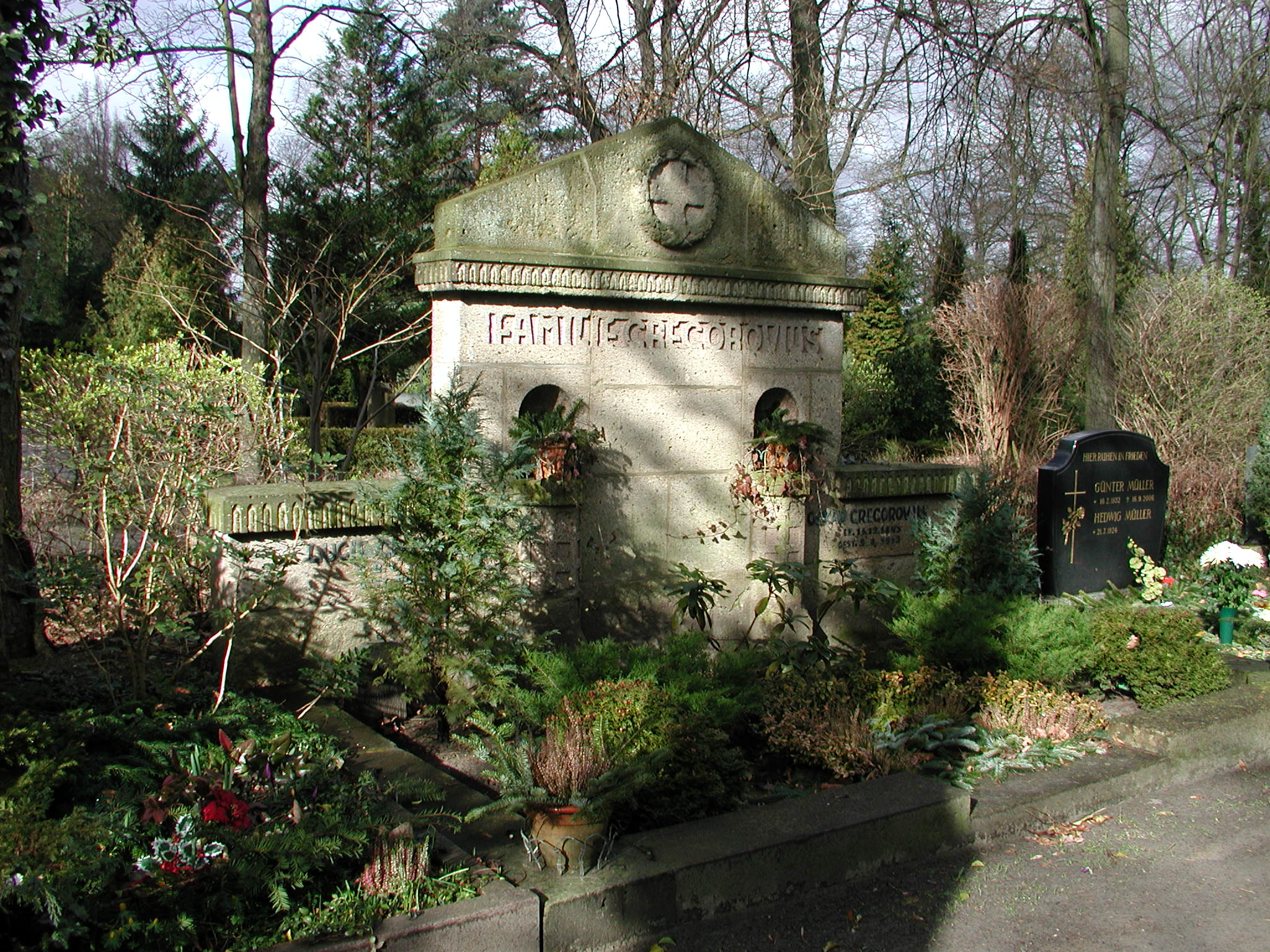
Familiengrabstätte Gregorovius

Die Vorfahren der Familie Gregorovius entstammten einem polnischen Adelsgeschlecht aus dem frühen 15. Jahrhundert, dessen Nachname Grzegorzewski lautete. Die Latinisierung des Namens führte danach zu Gregorovius. Im 16. Jahrhundert wurden einige Familienmitglieder Geistliche in Ostpreußen. Nachkommen der nächsten Generation ergriffen dann auch Berufe im Staat wie Justiziare, Bürgermeister, Landräte oder auch Architekten.
Oscar Gregorovius war Ende des 19. Jahrhunderts in Karlshorst tätig. Er kaufte im Jahr 1893 für 610.000 Mark im Auftrag von zwei dazu gegründeten Wohnungsbaugesellschaften 60 Hektar Bauland in der Nähe der Hindernisrennbahn südlich der Bahnlinie und westlich der späteren Treskowallee auf. Dann schloss er mit der Verwaltung des zuständigen Landratsamts des Landkreises Niederbarnim einen Vertrag zur Gründung der Colonie Carlshorst. Bei Aufschlussarbeiten für die Bebauung wurden Reste germanischer Besiedlung gefunden, die Funde übergab Gregorovius umgehend dem Märkischen Museum und ließ auf eigene Kosten weitere Grabungen durchführen.
Nach seinen Entwürfen entstand in Karlshorst ein Netz von Straßen, die nach Söhnen von Kaiser Wilhelm II. benannt wurden; die Siedlung wurde deshalb bald Prinzenviertel genannt. Zunächst entstanden kleine, preiswerte ein- bis zweigeschossige Häuser, in die anfangs einfache Arbeiter einzogen. Spätere Bauten in der Siedlung wurden immer repräsentativer als Stadtvillen ausgeführt, die zumeist erhalten sind.

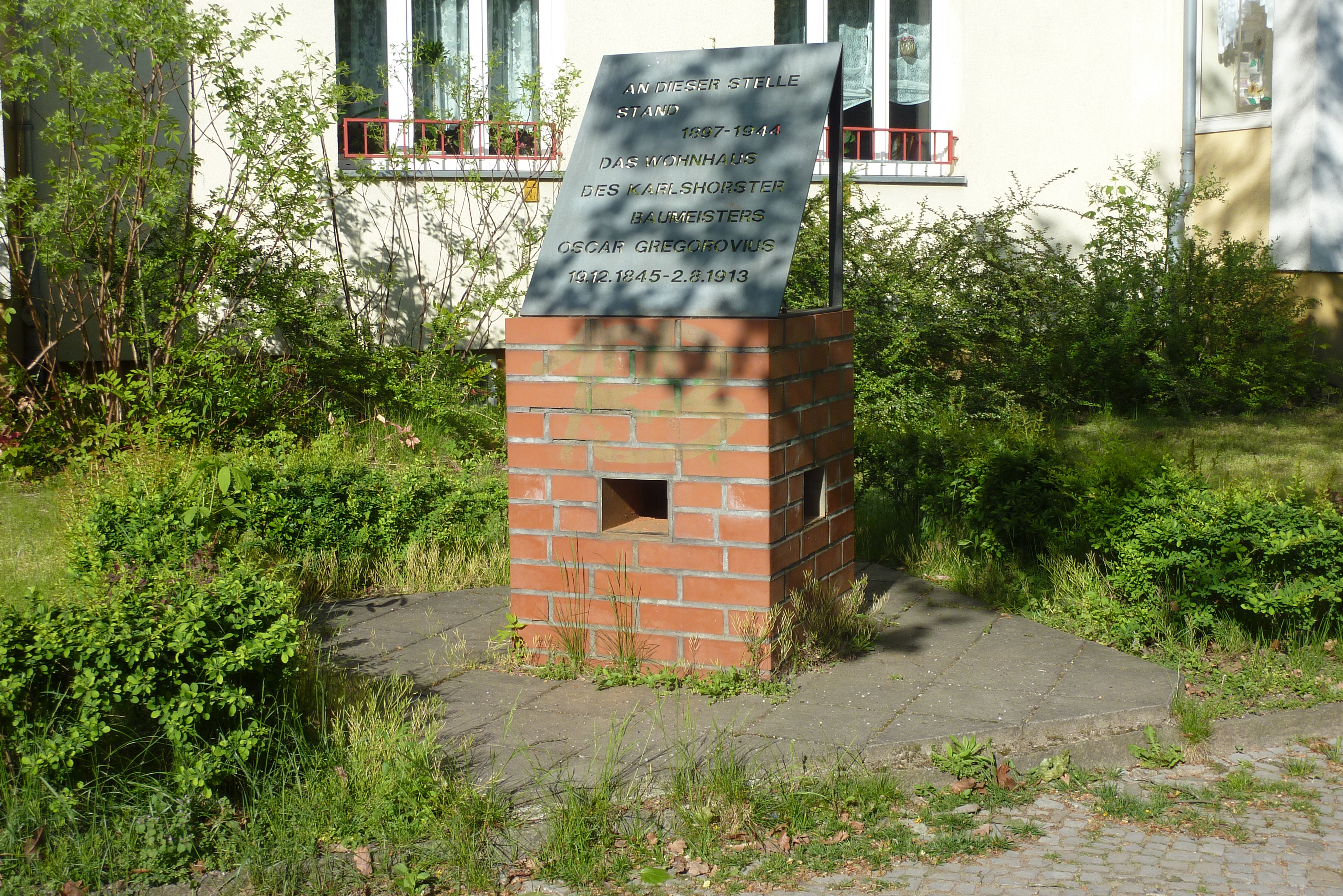
Gedenktafel Ehrlichstraße 12 in Berlin-Karlshorst

Gregorovius war als Baumeister auch in anderen ehemaligen Vororten Berlins wie im Wagnerviertel in Nikolassee (Tristanstraße 3, 5, und 7 Waltharistraße 5) sowie in der Mark Brandenburg tätig. Dort war er unter anderem für Bebauungen am Ufer des Kutzingsees in dem inzwischen zur Stadt Storkow gehörenden Ortsteil Görsdorf verantwortlich. Die von Gregorovius entworfenen Gebäude prägen auch das Ortsbild in Reichenwalde und im Storkower Ortsteil Hubertushöhe.
Auf dem Eckgrundstück Ehrlichstraße 12 (früher: Auguste-Viktoria-Straße) / Wildensteiner Straße in Berlin-Karlshorst weist eine 1998 vom Bildhauer Achim Kühn gestaltete Metalltafel auf gemauertem Sockel auf die Stelle seines im Zweiten Weltkrieg zerstörten Wohnhauses und damit auf die Bedeutung von Gregorovius für die Entwicklung von Karlshorst hin.
Der Grabstein auf dem Karlshorster und Neuen Friedrichsfelder Friedhof wurde nach Entwurf des Architekten Heinrich Wolf angefertigt. Er enthält zwei Fehler, die nicht korrigiert wurden: Der Vorname ist mit „k“ geschrieben, und sein Geburtsjahr ist mit „1843“ angegeben. Die Grabstätte liegt im Feld W-4a, wird vom Bezirksamt gepflegt und steht unter Denkmalschutz.
Eine Straße im Norden von Karlshorst ist seit Juni 1933 als Gregoroviusweg neu nach ihm benannt.